# 던개넌 스위프츠 FC
던개넌 스위프츠 FC(영어: Dungannon Swifts F.C.)는 던개넌을 연고로 하는 북아일랜드의 축구 클럽이다. 현재는 NIFL 프리미어십에 참가하고 있다.

## 성적
- 아이리시 컵 1회 준우승 (2006-07)

## 선수 명단

### 현역
참고: FIFA 자격 규정에 따라 소속된 국가대표팀 국기를 표시합니다. 선수는 복수의 FIFA 비회원국 국적을 가지고 있을 수 있습니다.
| 번호 | 포지션 | 국적 | 이름 |
| ---- | ------ | ---- | ---- |

| 번호 | 포지션 | 국적 | 이름 |
| ---- | ------ | ---- | ---- |

### 역대
틀:던개넌 스위프츠 FC 선수 명단